# Delia Sheppard
Delia Sheppard (ur. 1961 w Kopenhadze) – duńska aktorka i modelka, a także piosenkarka i tancerka.
W wieku 9 lat rozpoczęła naukę tańca baletowego - występowała w Danii (Królewski Balet Duński), Francji (Opera Paryska) oraz w Afryce Południowej. W 1985 r. nagrała singla pt. „Action”. We Francji występowała również jako modelka podczas pokazów mody takich projektantów jak: Karl Lagerfeld, Christian Dior i Jean-Paul Gaultier. W kwietniu 1988 r. została „kociakiem miesiąca” (Pet of the Month) magazynu Penthouse. Na początku lat 90. jako aktorka występowała w rolach cameo w takich filmach jak: The Doors, Rocky V oraz w filmie Męska gra z 1999 roku. W 1994 r. pojawiła się również w roli cameo w serialu Przystanek Alaska.
W pierwszej połowie lat 90. wystąpiła w kilku thrillerach erotycznych, które wtedy stały się bardzo popularne.

## Wybrana filmografia
- Rocky V (1990) jako Karen
- Lustrzane odbicia (Mirror Images; 1992) jako Kaitlin Blair / Shauna Jameson
- Nocne rytmy (Night Rhythms; 1992) jako Bridget
- Potajemne igraszki (Secret Games; 1992) jako Celeste
- Zwierzęcy instynkt (Animal Instincts; 1992) jako Ingrid
- Męska gra (1999) jako dziewczyna na imprezie
- Co się zdarzyło w Las Vegas (2008) jako gospodarz w strefie VIP
- Góra Czarownic (2009) jako hazardzistka
- Iluzja (2013) jako agentka FBI